# .se
se. هو امتداد خاص بالعناوين الإلكترونية (نطاق) domain للمواقع التي تنتمي إلى السويد. وتدير النطاق جمعية الإنترنت السويدية (بالسويدية: Internetstiftelsen i Sverige)، ولكن يجب تسجيل النطاقات عبر أحد المستجلين المعتمدين.